# أمير أباد (مقاطعة فهرج)
أمير أباد (بالإنجليزية: Amirabad, Fahraj)‏ هي مستوطنة تقع في البلدة المركزية في إيران.